# Адольф Абіхт
А́дольф А́біхт (Адольф Іванович Абіхт, нім. Adolf Abicht, лит. Adolfas Abichtas; 1793, Ерланген — 1860, Вільно) — литовський медик, професор патології Віленського університету, завідувач кафедри загальної терапії Віленської медико-хірургічної академії.

## Біографія
Син філософа Йоганна Абіхта, професора логіки і метафізики у Віленському університеті. Закінчив Віленський університет (1810). Магістр філософії (1811), доктор медицини (1815). В 1820 р. був на три роки відправлений за кордон для самовдосконалення. Подорожував по Німеччині і Франції, слухав лекції у Відні та в Парижі. У 1824—1832 роках читав у Віленському університеті курс загальної патології. В 1827 р. призначений ординарним професором.
Після ліквідації Віленського університету (1832) деякий час займався лікарською практикою і викладав у Віленскій медико-хірургічній академії. В 1837—1841 рр. займав у академії кафедру загальної терапії. Після ліквідації медико-хірургічної академії займався лікарською практикою. У 1851 р. вивчав мінеральні води Бірштан і установив їх придатність для лікування багатьох хвороб.
Випущений ним у Вільно підручник латинською мовою з внутрішніх хвороб довгий час залишався основним навчальним посібником.
Син Абіхта Генрік став революціонером і був розстріляний під час придушення Польського повстання 1863 року.